# Моя безумная жизнь
«Моя безумная жизнь» (исп. Mi Vida Loca, англ. My Crazy Life) — американский фильм-драма 1993 года, снятый режиссёром Эллисон Андерс по собственному сценарию. С небольшой ролью в этом фильме в американском кино дебютировала мексиканская актриса Сальма Хайек.

## Сюжет
Фильм рассказывает историю двух молодых женщин, живущих в испаноязычном районе Лос-Анджелеса, в мире бандитов, наркотиков и предательства. Муси и Грустная девушка — лучшие подруги с самого детства, вместе выросшие в полном бандитов Эко-Парке и остававшиеся всё это время преданными друг другу. Но после того как Грустная девушка забеременела от парня Муси (убитого позже торговца наркотиками Эрнесто), их дружбе пришёл конец. Но в жестоком окружении они должны оставаться подругами, несмотря на предательство, чтобы выжить.

## В ролях
- Анхель Авилес — Грустная девушка
- Сейди Лопес — Муси
- Джейкоб Варгас — Эрнесто
- Сальма Хайек — Гата
- Дэнни Трехо — Фрэнк

## Саундтрек
1. «Tales from the Westside» — 3:45 (Proper Dos)
2. «The Good Hit» — 3:18 (Funkdoobiest)
3. «If the Papes Come» — 4:14 (A Tribe Called Quest)
4. «Run, Catch & Kill» — 4:58 (Boss)
5. «Scandalous» — 3:34 (Psycho Realm)
6. «Crooked Is the Path» — 4:06 (Shootyz Groove)
7. «Hey DJ» — 4:00 (A Lighter Shade of Brown)
8. «Weather 4 2» — 5:20 (Tony! Toni! Toné!)
9. «Two Lovers» — 3:33 (A Lighter Shade of Brown)
10. «Suavecito» — 4:39 (4-Corners)
11. «Girls It Ain’t Easy» — 4:02 (4-Corners)